# Leopold Bolko
Leopold Bolko, gospodarstvenik in politik, 18. avgust 1841, Gorica, 9. februar 1927, Gorica.
Bolko je bil lastnik večjega kmetijskega posestva in podjetja, ki je imelo dovoljenje za  opravljanje poštne službe na relaciji Razdrto - Gorica. Do leta 1903 je delal tudi v upravnem svetu vipavske železnice. Več let je bil župan v Črničah. V razredu slovenskega veleposestva je bil na volitvah 11. decembra 1901 izvoljen za eno mandatno obdobje v goriški deželni zbor.